# Campeonato Sul-Americano de Futebol de 1925
O Campeonato Sul-Americano de Futebol de 1925, foi a nona edição da competição entre seleções da América do Sul. Participaram da competição apenas três seleções: Argentina, Brasil e Paraguai. As seleções jogaram entre si em turno e returno. A Seleção Argentina foi a campeã.
Apesar de patrocinado pelo Paraguai, o Sul-Americano de 1925 foi disputado na Argentina, uma vez que os paraguaios não possuíam estádio em condições de sediar a competição. O técnico escolhido pela CBD foi Joaquim Guimarães. Pela primeira vez na história da Seleção Brasileira, um técnico ganhava plenos poderes para convocar os jogadores e escalar a equipe, sem qualquer interferência dos cartolas. 

## Brasil no Sul-Americano
O Brasil viajou com a sua força máxima para disputar a competição que, em função do número de participantes - Argentina, Brasil e Paraguai -, foi disputada em dois turnos. O começo não poderia ter sido melhor. O Brasil aplicou uma goleada no Paraguai: venceu por 5 a 2. Sentindo-se auto-suficiente, os brasileiros entraram em campo para enfrentar os argentinos e foram goleados por 4–1.
Após a goleada, veio à tona o comportamento boêmio e a desunião dos jogadores brasileiros. Segundo o zagueiro Floriano Peixoto em seu livro Grandezas e Misérias do Futebol, após a chegada da delegação brasileira ao Palace Hotel, em Buenos Aires, cada um tratou de seguir seu rumo pela cidade, ora nos cinemas e teatros, ora à procura dos aperitivos e mulheres dos cabarés, principalmente o Tabaris, o Flórida e o Armenonville. Treinos, alimentação e repouso passaram a ser secundários. 
- Na véspera do jogo contra os argentinos, tínhamos passado a noite rodando pelos cabarés, em meio a muita bebida, tango e "chicas" (mulheres) - relata Floriano Peixoto.
Diante do acontecido, Renato Pacheco, chefe da delegação, e Joaquim Guimarães passaram a vigiar de perto os atletas, mas pouco adiantaria. O pior já tinha acontecido. Na partida seguinte, nova vitória sobre o paraguaios, por 3 a1. Veio o segundo jogo contra os argentinos. Saímos na frente com gols de Friedenreich e Nilo. Ainda vencíamos por dois a zero, quando Friedenreich foi lançado completamente livre na entrada da área. Quando ia finalizar, o zagueiro Muttis deu uma entrada desleal pelas costas e ele revidou com um pontapé. Muttis respondeu com um soco. O episódio gerou uma briga entre os jogadores. Aproveitando-se do tumulto, a torcida argentina, que invadiu o campo aos gritos de "macaquitos", agrediu covardemente os jogadores brasileiros. Ânimos serenados, a partida prosseguiu, mas, abalados, não resistimos à pressão dos argentinos e cedemos o empate. 
Em conseqüência, oorreram algumas passeatas de protesto na Avenida Rio Branco. Em seguida, o Palácio do Itamarati chegou à conclusão de que o futebol não aproximava os povos: o melhor era o Brasil não disputar mais nenhum campeonato sul-americano.
De 1925 até 1928 o Brasil não disputou qualquer competição ou partida amistosa contra seleções estrangeiras..

## Tabela
Turno
- 29/11 -  Argentina 2-0  Paraguai
- 6/12 -  Brasil 5-2  Paraguai
- 13/12 -  Argentina 4-1  Brasil

Returno
- 17/12 -  Brasil 3-1  Paraguai
- 20/12 -  Argentina 3-1  Paraguai
- 25/12 -  Argentina 2-2  Brasil

## Classificação final
| Pos | Time      | Pts | J | V | E | D | GP | GC | SG |
| --- | --------- | --- | - | - | - | - | -- | -- | -- |
| 1   | Argentina | 7   | 4 | 3 | 1 | 0 | 11 | 4  | +7 |
| 2   | Brasil    | 5   | 4 | 2 | 1 | 1 | 11 | 9  | +2 |
| 3   | Paraguai  | 0   | 4 | 0 | 0 | 4 | 4  | 13 | -9 |